# Tuatapere
Tuatapere (vagy Tūātapere) új-zélandi kisváros Southland régióban, nyolc kilométerre a déli tengerparttól. A Waiau folyó a városon folyik keresztül, mielőtt elérné a Te Waewae-öblöt a Foveaux-szoros partján. A városka lakossága mintegy 650 fő.
A település az Invercargill és Te Anau közötti déli turistaút vonalán fekszik, így eléggé látogatott állomás, ahol finom kolbászt lehet kóstolni. Emiatt Tuatapere Új-Zéland kolbász-fővárosának hirdeti magát. A közeli Kék sziklák is pompás turista-látványosság.
A városka az egyik legközelebbi hely volt a 2009. július 15-ei, 7,8-as erősségű földrengés epicentrumához. 1931 óta ez volt a legerősebb földrengés Új-Zélandon. Senki nem sérült meg benne.
A városkában számos magyar él. Az első, Rácz István, 1909-ben érkezett ide, majd más családok is követték őt Csongrádból.